# Mirebeau-sur-Bèze
Pour les articles homonymes, voir Mirebeau et Bèze (homonymie).
Mirebeau-sur-Bèze est une commune française située dans le département de la Côte-d'Or, en Bourgogne, dans la région administrative Bourgogne-Franche-Comté.

## Géographie

### Toponymie
Par décret du 26 mars 1993, Mirebeau, en un seul mot, s'est appelée officiellement Mirebeau-sur-Bèze.

### Climat
Pour des articles plus généraux, voir Climat de la Bourgogne-Franche-Comté et Climat de la Côte-d'Or.
En 2010, le climat de la commune est de type climat des marges montargnardes, selon une étude du Centre national de la recherche scientifique s'appuyant sur une série de données couvrant la période 1971-2000. En 2020, Météo-France publie une typologie des climats de la France métropolitaine dans laquelle la commune est dans une zone de transition entre le climat océanique altéré et le climat océanique altéré et est dans la région climatique  Bourgogne, vallée de la Saône, caractérisée par un bon ensoleillement (1 900 h/an), un été chaud (18,5 °C), un air sec au printemps et en été et des vents faibles. 
Pour la période 1971-2000, la température annuelle moyenne est de 10,5 °C, avec une amplitude thermique annuelle de 17,5 °C. Le cumul annuel moyen de précipitations est de 904 mm, avec 12 jours de précipitations en janvier et 8,2 jours en juillet. Pour la période 1991-2020, la température moyenne annuelle observée sur la station météorologique de Météo-France la plus proche, « Poyans », sur la commune de Poyans à 13 km à vol d'oiseau, est de 11,1 °C et le cumul annuel moyen de précipitations est de 911,8 mm,. Pour l'avenir, les paramètres climatiques de la commune estimés pour 2050 selon différents scénarios d'émission de gaz à effet de serre sont consultables sur un site dédié publié par Météo-France en novembre 2022.

## Urbanisme

### Typologie
Au 1er janvier 2024, Mirebeau-sur-Bèze est catégorisée bourg rural, selon la nouvelle grille communale de densité à 7 niveaux définie par l'Insee en 2022.
Elle est située hors unité urbaine. Par ailleurs la commune fait partie de l'aire d'attraction de Dijon, dont elle est une commune de la couronne,. Cette aire, qui regroupe 333 communes, est catégorisée dans les aires de 200 000 à moins de 700 000 habitants,.

### Occupation des sols
L'occupation des sols de la commune, telle qu'elle ressort de la base de données européenne d’occupation biophysique des sols Corine Land Cover (CLC), est marquée par l'importance des forêts et milieux semi-naturels (46,9 % en 2018), une proportion sensiblement équivalente à celle de 1990 (47,2 %). La répartition détaillée en 2018 est la suivante : forêts (46,9 %), terres arables (40,7 %), zones urbanisées (6,6 %), prairies (5,8 %). L'évolution de l’occupation des sols de la commune et de ses infrastructures peut être observée sur les différentes représentations cartographiques du territoire : la carte de Cassini (XVIIIe siècle), la carte d'état-major (1820-1866) et les cartes ou photos aériennes de l'IGN pour la période actuelle (1950 à aujourd'hui).

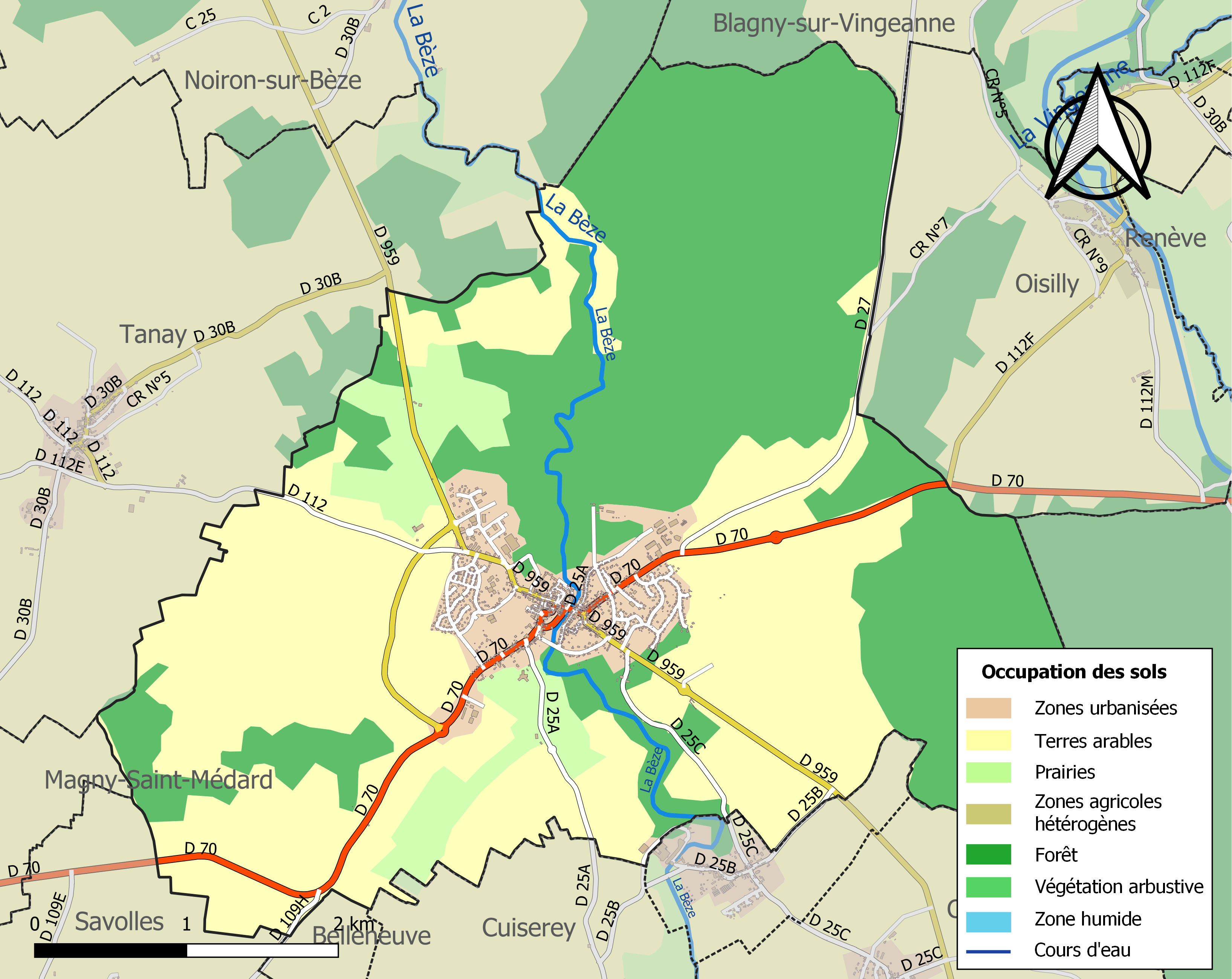
Carte des infrastructures et de l'occupation des sols de la commune en 2018 (CLC).

## Vestiges archéologiques & patrimoine remarquable
Épée de La Tène. Vestiges du camp légionnaire romain et de l'habitat qui s'est développé dans son voisinage : camp fossoyé, forum, basilique, éléments de rempart, thermes, hypocauste, aqueduc, substructions, dalles, tuiles, monnaies...
Traces d'un habitat médiéval sommaire. Restes de l'enceinte urbaine. Château moderne : restes d'enceinte et de 2 tours de l'ancien château fort, dans le parc. Belles maisons anciennes.
De nombreuses fouilles ont été réalisées à Mirebeau-sur-Bèze.
Une conférence suivie d'une exposition a eu lieu les 20 et 21 septembre 2008.

## Histoire humaine

### Protohistoire & Antiquité
Un nemeton avait été construit à Mirebeau au IVe siècle av. J.-C. Il était entouré d'une large enceinte ovale (60 × 50 m) et par des édifices cultuels. On y vénérait, entre autres, Cernunnos.
Au Ier siècle, la Legio VIII Augusta installa son camp principal à Mirebeau. Cette légion, regroupant environ 5 500 hommes, avait été installée en permanence à Mirebeau (Mirebellum) sous l'empereur Vespasien consécutivement à la révolte des Lingons dirigée par Julius Sabinus en 70. Placé sur l'importante voie romaine reliant Langres à Besançon, le cantonnement de Mirebeau occupait une excellente position pour surveiller, outre les Lingons, les Séquanes et les Éduens. La VIIIe légion demeura à Mirebeau une vingtaine d'années puis fut transférée à Argentoratum (Strasbourg) sans doute pour soutenir les opérations de Domitien contre les peuples germaniques. Le castrum de Mirebeau, couvrant environ 22 hectares, était entouré de fossés et ceint d'une muraille crénelée d'environ 5 m de haut comprenant plusieurs tours.
Le théâtre, qui est connu par une inscription est localisé à la place du château fort. Les fouilles menées par M. Joly et Ph. Barral démontrent l'importance de ce site archéologique, avec des lieux de culte allant de la Tène B2 (IIIe siècle av. J.-C.).

### Période médiévale
Importante place forte au Moyen Âge, Mirebeau fut assiégé en 1015 par Robert II le Pieux lorsque ce roi essaya—sans succès—de conquérir le Dijonnais. Robert II revint guerroyer à Mirebeau en 1031 (l'année de sa mort) pour débarrasser la région des centaines de routiers-pillards qui l'infestaient. Ils s'étaient regroupés au château fort de Mirebeau, alors en construction. L'intervention énergique du roi permit de les éliminer.
Vers 1125/1130, la famille de Montsaugeon, qui possédait la châtellenie de Mirebeau (le turbulent Pierre Mauregard, seigneur ou châtelain de Montsaugeon, de Mirebeau et d'Auvet, père d'Othon et Eudes de Montsaugeon, fondateur de Theuley), céda ses droits au duc de Bourgogne Hugues II le Pacifique († 1143). Les seigneurs des bourgs et villages de la région (Mirebeau, Pontailler-sur-Saône, Heuilley-sur-Saône, etc.) durent alors prêter serment au duc, confirmant ainsi leur rattachement au duché de Bourgogne.
Puis le duc Eudes III (1166-1218), arrière-petit-fils d'Hugues II et mari d'Alix de Vergy, échangea Mirebeau contre Vergy avec son beau-frère, Guillaume Ier de Vergy (vers 1180-1240 ; époux de Clémence de Fouvent et Fontaine-Française). La Maison de Vergy garda Mirebeau jusqu'au XVe siècle : Jeanne de Vergy (1360-† 1410 ; fille de Guillaume IV de Vergy, sgr. de Mirebeau et de Bourbonne († 1374), et d'Agnès dame de Jonvelle, Sexfontaines et Charny ; Jeanne de Vergy fut l'héritière de Mirebeau après son frère Jean de Vergy († 1388), et des fiefs maternels après leur demi-frère cadet Jean de Bauffremont, † 1415 à Azincourt avec son père, Philibert de Bauffremont, le 2e mari d'Agnès de Jonvelle), femme en 1383 d'Henri de Bauffremont-Scey, transmit Fontaine-Française, Charny, Bourbonne et Mirebeau à leur descendance, notamment à leur fils cadet Pierre de Bauffremont (-Scey)-Charny et à leur arrière-arrière-petite-fille Françoise de Longwy, épouse de l'amiral de Brion, alias Philippe Chabot (cf. Neublans > Seigneurs : ♦ ♥ et toutes les branches,). Le fils cadet de l'amiral de Brion, François Chabot, et sa descendance, furent marquis de Mirebeau jusque vers 1630.

### Ancien Régime
Enfin, on trouve de nouveau comme marquis de Mirebeau les Bauffremont-Scey-Listenois, à partir d'autre Pierre de Bauffremont (1662-1685), qui détenait cette terre du chef de sa femme Marie des Barres de Ruffey d'Echirey et de Villiers (peut-être née vers 1660, mariée en 1681, † ap. 1711), dame d'E(s)tiau(x) en Anjou (à Longué et St-Philbert, fief venu de sa grand-mère maternelle Marguerite d'Estampes de Valençay), fille de Bernard des Barres de Ruffey, président à mortier au Parlement de Dijon, et d'Antoinette de Beauclerc d'Achères de Rougemont (vers 1640-1661 ; marquise de Mirebeau par son père Michel de Beauclerc d'Aschères & Rougemont, qui l'avait sans doute eu par acquisition vers/après 1630),. Les Bauffremont furent désormais marquis de Mirebeau jusqu'à la Révolution.
En 1636, la ville fut attaquée par les Impériaux de Matthias Gallas et François Mercy. Après un siège de trois jours et une résistance héroïque, le 2 septembre, les habitants de Mirebeau repoussèrent les assaillants, tuant l'un des chefs principaux de l'armée impériale, le comtois Demandres (gouverneur du bailliage de Gray ; responsable, fin août 1636, de la destruction de Pontailler-sur-Saône, Maxilly-sur-Saône, Heuilley-sur-Saône, Talmay, Saint-Sauveur, etc.). Mirebeau paya très cher ce succès initial, lorsque le gros des troupes impériales arriva un peu plus tard, et rasa la ville.

### Depuis la Révolution française
Au XIXe siècle, l'industrie de la ville consistait en la production de droguets, de chapeaux, de serges et de poteries. On y trouvait également des mines de fer ainsi que des forges.

### Passé ferroviaire de la commune
|  |  |  |  |

De 1882 au 2 mars 1969, la commune a été traversée par la ligne de chemin de fer de Troyes à Gray, qui, venant de la gare de Bèze, contournait le village par le nord, s'arrêtait à la gare de Mirebeau-sur-Bèze, et ensuite se dirigeait vers la gare de Oisilly -Renève, commune aux deux villages de Oisilly et de Renève après avoir franchi le viaduc d'Oisilly.

La gare, dont les bâtiments sont encore présents de nos jours à l'extrémité de l'Avenue de la Gare, était située au nord du village.

L'horaire ci-dessus montre qu'en 1914, 4 trains s'arrêtaient chaque jour à la gare de Mirebeau-sur-Bèze dans le sens Troyes-Gray et 4 autres dans l'autre sens.

À une époque où le chemin de fer était le moyen de déplacement le plus pratique, cette ligne connaissait un important trafic de passagers et de marchandises. 

À partir de 1950, avec l'amélioration des routes et le développement du transport automobile, le trafic ferroviaire a périclité et la ligne a été fermée le 2 mars 1969 au trafic voyageurs.

Depuis 2013, cette ligne est utilisée par le Vélorail de la Vingeanne, sur le trajet Mirebeau-sur-Bèze, Oisilly-Renève, Champagne-sur-Vingeanne, Autrey-lès-Gray.
La commune a pris le nom de Mirebeau-sur-Bèze en 1993.

## Politique et administration

### Liste des maires
| Période                                  | Période  | Identité            | Étiquette | Qualité |
| ---------------------------------------- | -------- | ------------------- | --------- | ------- |
| 1971                                     | 1983     | Jean-Pierre Vignier |           |         |
| 1983                                     | 2001     | Guy Champion        |           |         |
| 2001                                     | 2008     | Jean-Pierre Vignier |           |         |
| 2008                                     | En cours | Laurent Thomas      | DVD       |         |
| Les données manquantes sont à compléter. |          |                     |           |         |

## Démographie
L'évolution du nombre d'habitants est connue à travers les recensements de la population effectués dans la commune depuis 1793. Pour les communes de moins de 10 000 habitants, une enquête de recensement portant sur toute la population est réalisée tous les cinq ans, les populations de référence des années intermédiaires étant quant à elles estimées par interpolation ou extrapolation. Pour la commune, le premier recensement exhaustif entrant dans le cadre du nouveau dispositif a été réalisé en 2005.

En 2022, la commune comptait 1 937 habitants, en évolution de −7,76 % par rapport à 2016 (Côte-d'Or : +0,82 %, France hors Mayotte : +2,11 %).
| 1793  | 1800  | 1806  | 1821  | 1831  | 1836  | 1841  | 1846  | 1851  |
| ----- | ----- | ----- | ----- | ----- | ----- | ----- | ----- | ----- |
| 1 213 | 1 086 | 1 143 | 1 244 | 1 227 | 1 325 | 1 292 | 1 350 | 1 324 |

| 1856  | 1861  | 1866  | 1872  | 1876  | 1881  | 1886  | 1891  | 1896  |
| ----- | ----- | ----- | ----- | ----- | ----- | ----- | ----- | ----- |
| 1 237 | 1 286 | 1 229 | 1 230 | 1 224 | 1 222 | 1 275 | 1 233 | 1 102 |

| 1901  | 1906  | 1911  | 1921 | 1926 | 1931 | 1936 | 1946 | 1954 |
| ----- | ----- | ----- | ---- | ---- | ---- | ---- | ---- | ---- |
| 1 069 | 1 040 | 1 027 | 890  | 941  | 878  | 923  | 834  | 879  |

| 1962 | 1968  | 1975  | 1982  | 1990  | 1999  | 2005  | 2006  | 2010  |
| ---- | ----- | ----- | ----- | ----- | ----- | ----- | ----- | ----- |
| 889  | 1 004 | 1 107 | 1 426 | 1 464 | 1 573 | 1 753 | 1 844 | 1 977 |

| 2015  | 2020  | 2022  | - | - | - | - | - | - |
| ----- | ----- | ----- | - | - | - | - | - | - |
| 2 093 | 1 972 | 1 937 | - | - | - | - | - | - |

## Économie
La ville possède une antenne de la Chambre de commerce et d'industrie de Côte-d'Or.
Il y a à Mirebeau :
- une école primaire publique ;
- une école primaire privée ;
- un collège public ;
- divers cabinets de médecins ;
- un cabinet vétérinaire ;
- une pharmacie.

## Culture locale et patrimoine

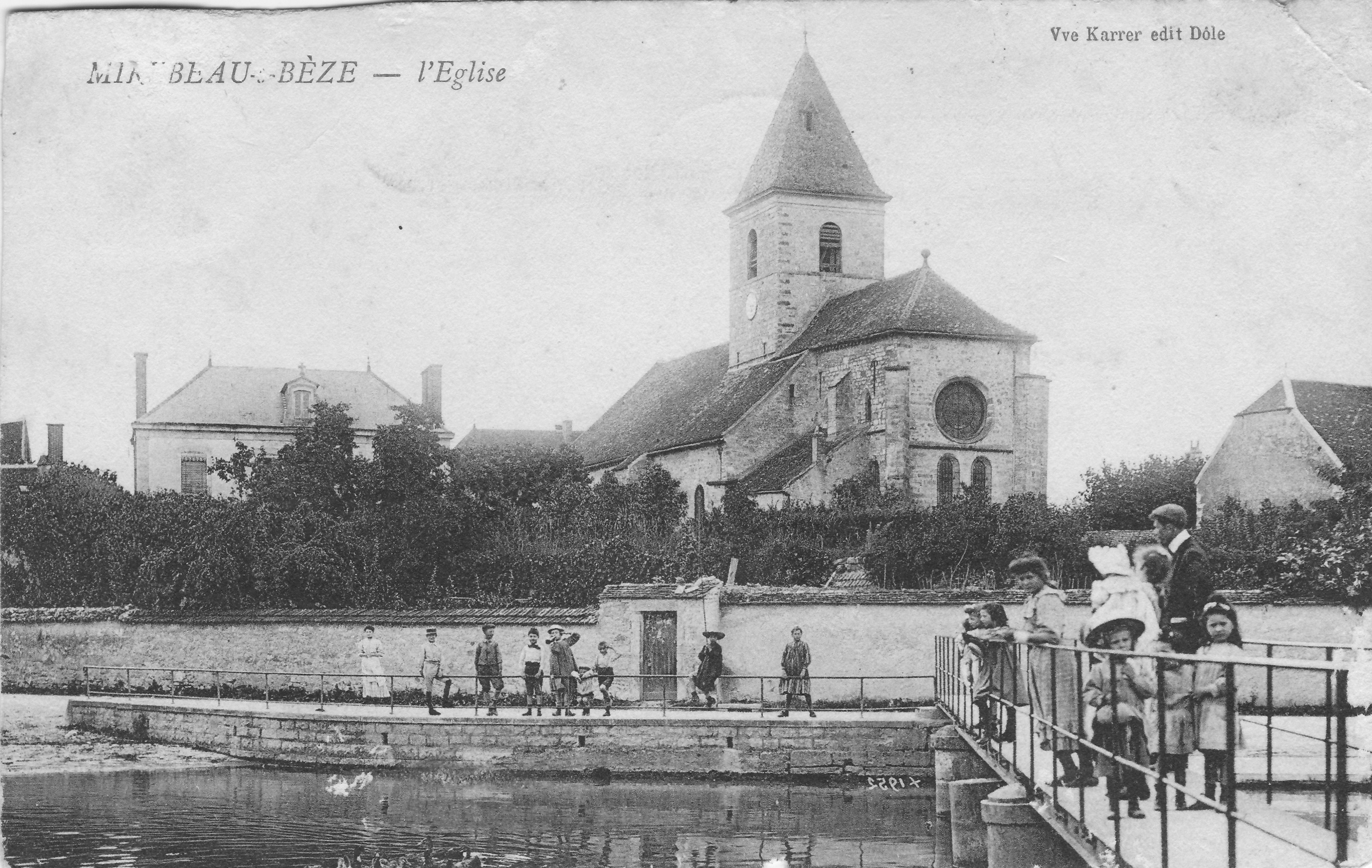
L'église de Mirebeau-sur-Bèze vers 1911.

### Lieux et monuments
- Église de la Nativité, de style roman, classée Monument historique en 1909.

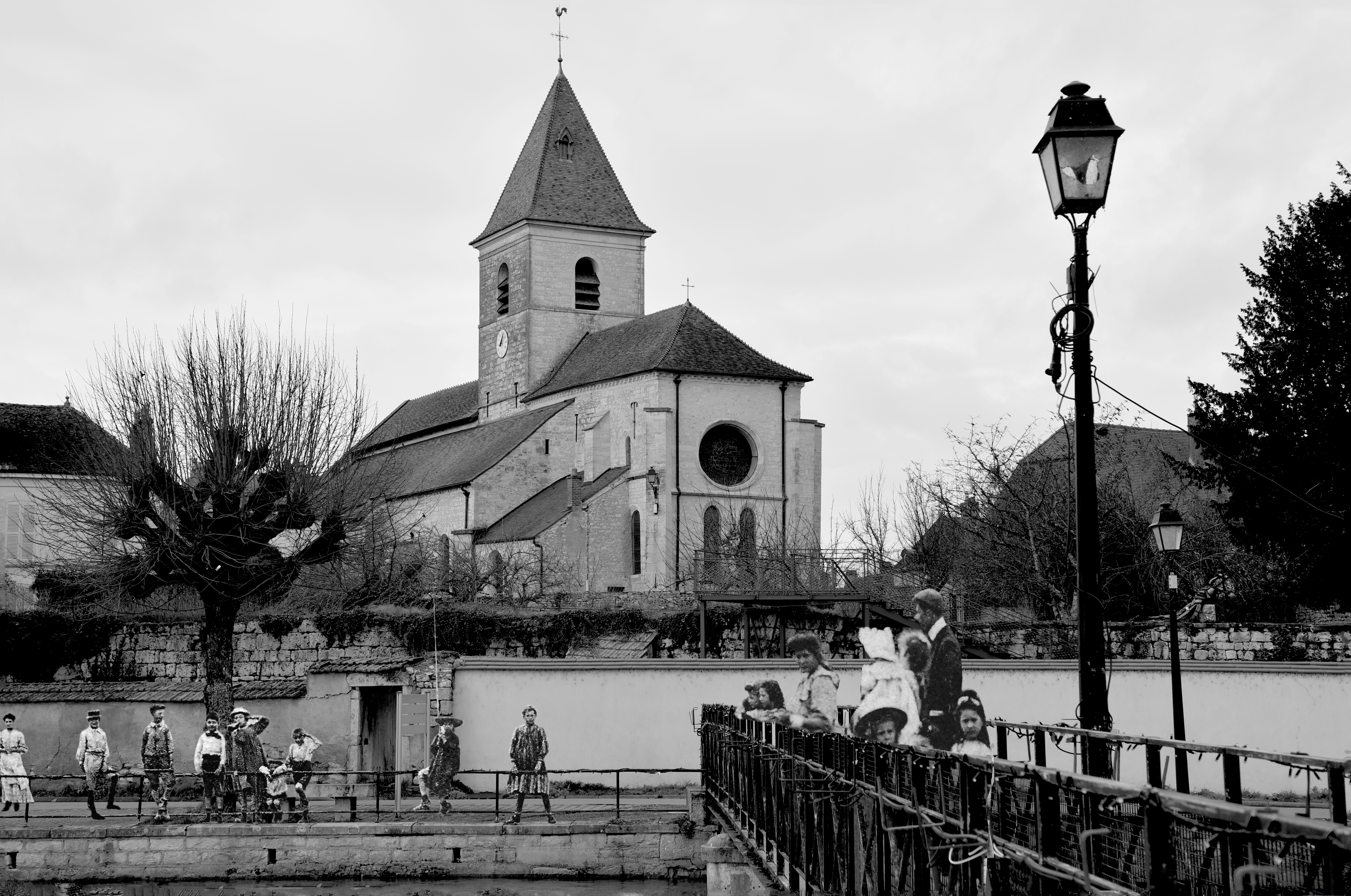
Eglise Mirebeau sur Bèze 112 ans plus tard .... Yvan-Manuel Gaudry 2023

- Eglise Mirebeau sur Bèze 112 ans plus tard .... Yvan-Manuel Gaudry 2023Ruines du château de Mirebeau-sur-Bèze

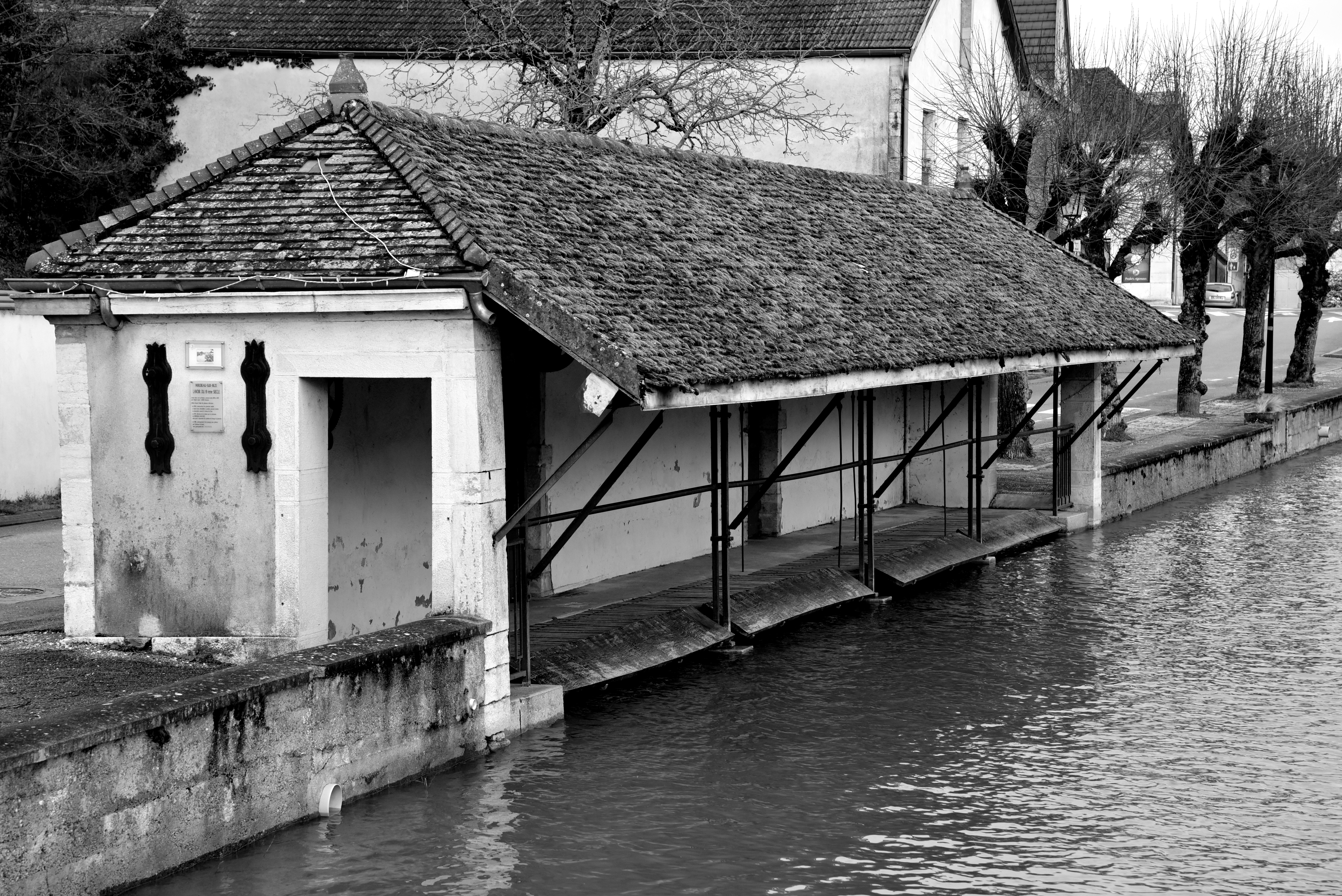
Mirebeau sur Bèze Lavoir du XIXe Yvan-Manuel Gaudry

- Lavoir du XIXeMirebeau sur Bèze Lavoir du XIXe Yvan-Manuel Gaudry

### Personnalités liées à la commune
- Jean Jérôme Buvée de Mirebeau (1762-1839), maire de la ville et député de la Côte-d'Or au Conseil des Cinq-Cents en 1799.
- Le colonel Louis René Viard (1862-1952), par ailleurs nommé général de brigade de l'Armée polonaise durant la guerre contre les Soviétiques de 1919-1921, en l'honneur de qui une place de la commune a été baptisée « place du Général-Viard », était né à Mirebeau le 1er novembre 1862. Officier d'infanterie coloniale, vétéran de très nombreuses campagnes dans le monde entier (Algérie, Sahara, Tonkin, A.O.F, Sénégal, A.E.F., France et Pologne), il commanda successivement trois régiments au feu durant la Grande Guerre : les 209e, 256e et 154e régiments d'infanterie. Plus tard, durant la guerre russo-polonaise de 1919-1921, il fut placé à la tête du 7e régiment de chasseurs polonais, puis de l'infanterie de la 3e division de chasseurs polonais, avant de diriger le Centre d'instruction de Rovveno. Commandeur de la Légion d'honneur[28] ; grand-officier du Nichan el-Anouar, de l'ordre de l'Étoile noire, de l'Ordre royal du Cambodge, et de l'ordre du Dragon d'Annam ; 10 citations.
- Paul Auban (1869-1945), sculpteur. Natif de Mirebeau-sur-Bèze, auteur de nombreux monuments aux morts pour les soldats de la Première Guerre mondiale.
- Louis de Froissard de Broissia (1943-), député puis sénateur de Côte-d'Or, président du Conseil général, ambassadeur pour l'audiovisuel extérieur.
- Marc Couturier (1946-), artiste plasticien et sculpteur, natif de Mirebeau-sur-Bèze.

### Héraldique
| Blason de Mirebeau-sur-Bèze | Blason  | De sinople à la bordure crénelée d'or, à la fasce ondée d'argent brochant sur le tout, au chef de gueules chargé de trois quintefeuilles aussi d'or. |
| Blason de Mirebeau-sur-Bèze | Détails | Le statut officiel du blason reste à déterminer. |

### Autres aspects
Le 19 janvier 1975, dans un restaurant de la commune, est fondée la Fédération française des sports populaires (FFSP) dont le siège est à Strasbourg.

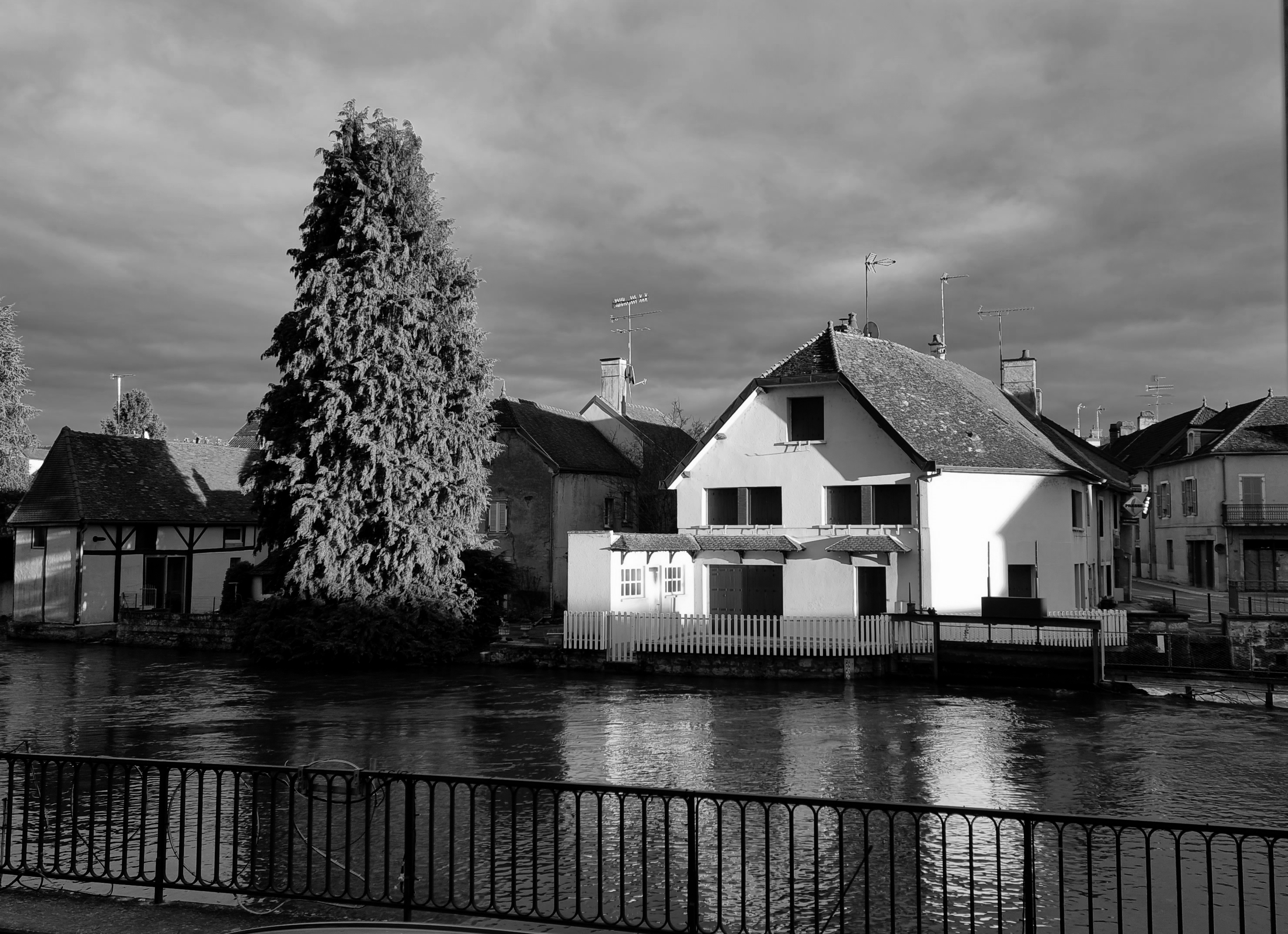
Rue Pépin au bord de la Bèze. Photographie Yvan-Manuel Gaudry 2023

Images